# 専門看護師
専門看護師（せんもんかんごし、英: Certified Nurse Specialist、略称：CNS）は、日本看護協会専門看護師認定試験に合格し、より困難で複雑な健康問題を抱えた人、家族、地域等に対してより質の高い看護を提供するための知識や技術を備えた特定の専門看護分野において卓越した看護実践能力を有する看護師。

## 業務
専門看護師は以下の6つの役割を担う。
1. 実践：個人･家族または集団への卓越した看護実践
2. 相談：看護職等へのコンサルテーション
3. 教育：看護職者に対する専門分野の教育的機能
4. 調整：保健医療福祉チームへのコーディネート
5. 研究：専門知識･技術向上及び開発をはかるための実践の場における研究活動
6. 倫理調整：個人･家族または集団の権利を守るための倫理的問題や葛藤の解決

## 養成と認定
日本では、看護系大学の大学院修士課程に日本看護系大学協議会の認可を受けた専門の教育課程が設置され、その修了と必要な実地研修年数（看護師免許取得後5年、専門分野での経験3年）も踏まえて日本看護協会が個々の専門看護師の認定を行っている。この認定期間は5年であり、その後も5年ごとに研究業績など所定の書類を添えて更新手続きをとる必要がある。

## 特定されている専門看護分野
2016年12月現在、以下の13分野が日本看護協会により特定されている。専門医などと同様に専門看護師の有無等を医療機関の広告などに示すことが認められている。2007年7月13日付けで、感染看護から感染症看護、クリティカルケア看護から急性・重症患者看護、成人看護（慢性）から慢性疾患看護に名称が変更された。これは、医療機関の広告において看護師の専門性資格を示すことが認められるのに際して、より平易な名称に変更されたものである。
| 分野名（英名）                               | 分野特定の時期   | 広告に関する届出受理日 |
| -------------------------------------------- | ---------------- | ---------------------- |
| がん看護 (Cancer Nursing)                    | 平成7年11月10日  | 平成19年6月18日        |
| 精神看護 (Psychiatric Mental Health Nursing) | 平成7年11月10日  | 平成19年6月18日        |
| 地域看護 (Community Health Nursing)          | 平成8年11月15日  | 平成19年6月18日        |
| 老人看護 (Geronｔological Nursing)           | 平成13年7月13日  | 平成19年6月18日        |
| 小児看護 (Child Health Nursing)              | 平成13年11月16日 | 平成19年6月18日        |
| 母性看護 (Women's Health Nursing)            | 平成14年7月12日  | 平成19年6月18日        |
| 慢性疾患看護 (Chronic Care Nursing)          | 平成15年7月18日  | 平成19年6月18日        |
| 急性・重症患者看護 (Critical Care Nursing)   | 平成16年7月16日  | 平成19年6月18日        |
| 感染症看護 (Infection Control Nursing)       | 平成18年7月14日  | 平成19年6月18日        |
| 家族支援 (Family Health Nursing）            | 平成20年4月17日  | 未                     |
| 在宅看護 (Home Care Nursing）                | 平成24年5月9日   | 未                     |
| 遺伝看護 (Genetics Nursing)                  | 平成28年11月24日 | 未                     |
| 災害看護(Disaster Nursing)                   | 平成28年11月24日 | 未                     |